# Eva Longoria
Eva Jacqueline Longoria (Corpus Christi, 15 marzo 1975) è un'attrice, modella, attivista e produttrice televisiva statunitense.
È celebre per il ruolo di Gabrielle Solis nella serie TV Desperate Housewives, per cui ha ricevuto una candidatura ai Golden Globe per la miglior attrice in una serie commedia o musicale e vinto due Screen Actors Guild Award con il cast e Isabella Braña in Febbre d'amore, vincendo un ALMA Award alla miglior attrice in una serie drammatica. 
Nel 2005 ha fondato UnbeliEVAble Entertainment, società di produzione cinematografica e televisiva acquisita da Hyphenate Media Group, co-fondata dalla stessa Longoria e da Cris Abrego, dal 2023. È stata produttrice esecutiva della serie televisiva di Lifetime Devious Maids - Panni sporchi a Beverly Hills e dal 2015 al 2016 ha recitato e co-prodotto la sitcom Hot & Bothered della NBC. Nel 2021 è stata nominata ai 48º Daytime Creative Arts Emmy Awards per la regia della serie televisiva Ashley Garcia: Genius in Love. Nel 2023 Longoria ha esordito alla regia di un film con Flamin' Hot, venendo premiata alla Celebration of Cinema and Television e al Palm Springs International Film Festival.
Eva ha inoltre preso parte a numerose collaborazioni e campagne pubblicitarie, tra cui dal 2006 è ambasciatrice di L'Oréal e, nell'autunno del 2016, disegna una linea di abbigliamento per l'azienda americana The Limited.

## Biografia
Nata il 15 marzo del 1975 in Texas, Eva Longoria ha ascendenze messicane. Ha tre sorelle maggiori: Elizabeth, Emily ed Esmeralda. Da giovanissima intraprese la carriera di modella, nonostante la scarsa altezza (1,57 m) e il suo peso (40 kg). Ebbe anche qualche piccola parte in film televisivi e cinematografici.
Eva Longoria ha ottenuto il suo primo ruolo televisivo nel 1999, dopo l'incontro con il produttore esecutivo Gary Ghiaey ad un ricevimento politico a Los Angeles. Comparve infatti in un episodio di Beverly Hills 90210. Nello stesso anno fece un'altra apparizione in General Hospital. Divenne famosa tra il 2001 ed il 2003, allorché interpretò la psicopatica Isabella Braña Williams nella soap opera Febbre d'amore.
Dopo questa esperienza prese parte al telefilm drammatico Dragnet, prima di farsi conoscere a livello internazionale con la serie televisiva Desperate Housewives, dal 2004: in questa, interpreta la sensuale modella Gabrielle Solis, sposatasi giovane con Carlos Solis (Ricardo Antonio Chavira), ricco imprenditore. Per il ruolo di Gabrielle la Longoria ha ricevuto una nomination ai Golden Globe 2006 come migliore attrice protagonista in una serie commedia.

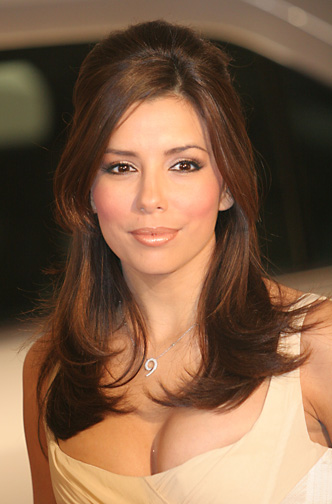
Eva Longoria nel 2006

Eva Longoria ha vinto numerosi premi e concorsi di bellezza: è stata nell'adolescenza "Miss Corpus Christi", "Donna latina dell'anno" nel 2003 e "stella dello spettacolo più attraente" nel 2005 e nel 2006 per la rivista Maxim. Dal 2006 è ambasciatrice del gruppo di cosmesi francese L'Oréal. Nel 2009 partecipa al video musicale di Jessica Simpson, A Public Affair, e nello stesso anno partecipa alla pellicola animata Foodfight!, doppiando il personaggio Lady X. La pellicola non è stata ancora distribuita. Ha presentato l'edizione 2010 degli MTV Europe Music Awards. Nel 2011 è inoltre comparsa nel videoclip di Enrique Iglesias I like how it feels. Secondo il periodico economico Forbes avrebbe guadagnato 15 milioni di dollari nel 2012. È apparsa come ospite nella quarta stagione della versione USA di MasterChef dove ha proposto una Mystery Box con ingredienti messicani.
Nel 2012 Eva Longoria ha affiancato il presidente Barack Obama, diventando una delle organizzatrici della campagna elettorale presidenziale. È stata inoltre attivista per la riforma sull'immigrazione approvata dall'amministrazione del presidente. Nel 2013 diviene produttrice della serie ideata da Marc Cherry, Devious Maids - Panni sporchi a Beverly Hills, inoltre ideatore di Desperate Housewives. Ha diretto anche il primo episodio della seconda stagione. Nel 2016 Eva ha preso parte alla quarta stagione, come guest star, nel ruolo di se stessa.
A gennaio del 2015 viene annunciata come protagonista e produttrice di una nuova serie televisiva per la NBC intitolata Hot & Bothered. Nell'agosto del 2015 il New York Times annuncia che Eva Longoria è stata eletta nel gruppo di persone, di cui fa parte anche la first lady Michelle Obama, che ha il compito di sondare il futuro della carriera del presidente, una volta finito il mandato nel 2017. Nel 2016 Eva partecipa alla registrazione di una versione alternativa del brano Fight Song per Hillary Clinton insieme ad altre star americane. Nello stesso anno collabora con l’azienda di abbigliamento americana The Limited disegnando una linea di abiti. 
Il 9 gennaio 2017 la Longoria presenta la serata dei The Best FIFA Football Awards 2016 insieme al radiofonico tedesco Marco Scheryl. Sul podio di questo evento, affiancati dalla Longoria, Cristiano Ronaldo e Lionel Messi. Sempre nello stesso anno, debutta come stilista, dando vita a una propria linea di abbigliamento chiamata The Eva Longoria Collection che presenta ufficialmente il 13 settembre alla Settimana della moda di New York. Nell'aprile 2018 riceve una stella sulla Walk of Fame di Hollywood. Alla cerimonia sulla Hollywood Boulevard sono presenti diversi amici della Longoria, tra cui Ricky Martin, Victoria Beckham e Melanie Griffith.
Nel 2020 è presente nel cast del film Sylvie's Love e doppia il personaggio Carol Templeton nel film di animazione Baby Boss 2 - Affari di famiglia. Nel 2021 è regista di due episodi della serie Netflix The Expanding Universe of Ashley Garcia, ottenendo una candidatura ai Daytime Emmy Awards per il miglior team di regia per un programma di fiction in daytime. Nel 2022 torna a recitare in Aristotle e Dante scoprono i segreti dell'universo di Aitch Alberto (2022) e conduce il programma Eva Longoria: Searching for Mexico per Discovery+.
- A circus tale and a love song, regia di Demián Bichir (2024)

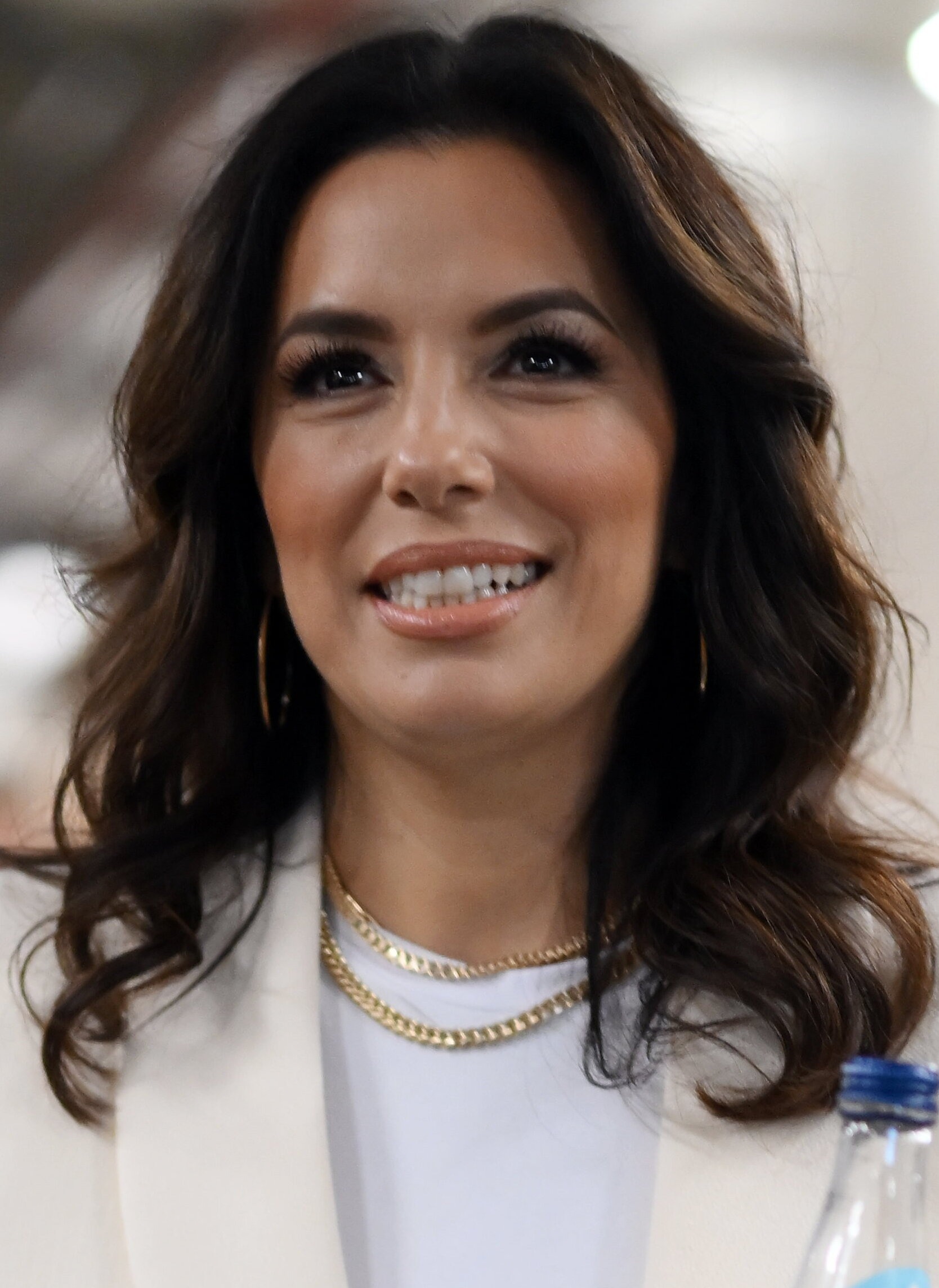
Eva Longoria nel 2022

## Vita privata
Eva Longoria è stata sposata con l'attore Tyler Christopher dal 2002 al 2004 e con il cestista Tony Parker dal 2007 al 2010. Dal 2016 è sposata con José Antonio Baston, produttore televisivo, con cui ha avuto un figlio.

## Attivismo
Politicamente impegnata sin dai primi anni 2000, è sostenitrice del Partito Democratico. Ha tenuto discorsi alle convention del 2012 e del 2016 in sostegno dei candidati Barack Obama e Hilary Clinton, per poi condurre essa stessa l'edizione 2020, in occasione della candidatura di Joe Biden. Nel maggio 2014, ha avviato il Latino Victory Project per raccogliere fondi in favore dei candidati di origini ispaniche all'interno del Partito Democratico.
Nel 2014, Longoria ha sostenuto Marianne Williamson per il 33º distretto congressuale della California. Nel 2018, Longoria ha sostenuto Beto O'Rourke per il Senato contro il senatore Ted Cruz, così come Collin Allred per il 32º distretto congressuale del Texas contro l'allora rappresentante in carica Pete Sessions.
È stata citata da Texas Monthly come un potenziale contendente democratico alle elezioni del Senato degli Stati Uniti del 2024 in Texas.

## Filantropia
Nel 2006, Longoria ha fondato Eva's Heroes, un ente di beneficenza che aiuta i giovani adulti con disabilità dello sviluppo. Con sede a San Antonio, in Texas, è stato ispirato da una delle sue sorelle, che ha disabilità intellettive.
altra sua organizzazione benefica, la Fondazione Eva Longoria, mira a colmare il divario educativo che affligge le latine e ad affrontare la povertà dei latini. La fondazione offre corsi di "coinvolgimento dei genitori" di nove settimane per aiutare i genitori latini; ha un programma di mentorship e altre attività per Latinas, e fornisce prestiti alle imprese di proprietà di Latina. È co-finanziato dal filantropo Howard Buffett, figlio dell'imprenditore Warren Buffett, e dalla cantante Victoria Beckham, sua grande amica.
Longoria è stata nominata filantropa dell'anno nel 2009 da The Hollywood Reporter per il suo impegno nelle cause latine e per il suo contributo alla comunità. È apparsa a Fort Boyard nel 2009, contribuendo ad attirare più di 20.000 euro per la Make-A-Wish Foundation.
Nel marzo 2024, Longoria ha ricevuto un premio di 50 milioni di dollari per il coraggio e la civiltà da Jeff Bezos e dalla sua fidanzata Lauren Sánchez in riconoscimento del suo lavoro di beneficenza attraverso i programmi di sostegno della Fondazione Eva Longoria per la popolazione ispanica.

## Filmografia

### Attrice

#### Cinema
- Snitch'd, regia di James Cahill (2003)
- Señorita Justice, regia di Kantz (2004)
- Carlita's Secret, regia di George Cotayo (2004)
- Hustler's Instinct, regia di Umberto González – cortometraggio (2005)
- Harsh Times - I giorni dell'odio (Harsh Times), regia di David Ayer (2005)
- The Sentinel - Il traditore al tuo fianco (The Sentinel), regia di Clark Johnson (2006)
- Lo spaccacuori (The Heartbreak Kid), regia di Peter e Bobby Farrelly (2007)
- La sposa fantasma (Over Her Dead Body), regia di Jeff Lowell (2008)
- Lower Learning, regia di Mark Lafferty (2008)
- Without Men, regia di Gabriela Tagliavini (2011)
- I Like How It Feels, regia di Enrique Iglesias – cortometraggio (2011)
- Cristiada, regia di Dean Wright (2011)
- The Baytown Outlaws - I fuorilegge (The Baytown Outlaws), regia di Barry Battles (2012)
- A Dark Truth - Un'oscura verità (A Dark Truth), regia di Damian Lee (2012)
- In a World... - Ascolta la mia voce (In a World...), regia di Lake Bell (2013)
- Frontera,  regia di M. Barry (2014)
- Lowriders, regia di Ricardo de Montreal (2016)
- Overboard, diretto da Rob Greenberg (2018)
- Dog Days, regia di Ken Marino (2018)
- Dora e la città perduta (Dora and the Lost City of Gold), regia di James Bobin (2019)
- Sylvie's Love, regia di Eugene Ashe (2020)
- Aristotle e Dante scoprono i segreti dell'universo, regia di Aitch Alberto (2022)
- A circus tale and a love song, regia di Demián Bichir (2024)
- La guerra dei mondi (War of the worlds), regia di Rich Lee (2025)
- Il blindato dell'amore (The Pickup), regia di Tim Story (2025)

#### Televisione
- Beverly Hills 90210 – serie TV, episodio 10x19 (2000)
- General Hospital – serial TV, 1 episodio (2000)
- Febbre d'amore (The Young and the Restless) – serial TV, 4 puntate (2001-2003)
- Dragnet – serie TV, 9 episodi (2003-2004)
- Il mistero dell'anello  (The Dead Will Tell), regia di Stephen Kay – film TV (2004)
- George Lopez – serie TV, episodio 5x19 (2006)
- Childrens Hospital – serie TV, episodio 1x10 (2008)
- Desperate Housewives – serie TV, 180 episodi (2004-2012) – Gabrielle Solis
- Brooklyn Nine-Nine – serie TV, 4 episodi (2014-2015)
- Hot & Bothered – serie TV, 11 episodi (2015-2016)
- Devious Maids - Panni sporchi a Beverly Hills – serie TV, episodio 4x01 (2016)
- Empire – serie TV, 3 episodi (2017)
- Jane the Virgin – serie TV, episodio 4x11 (2018)
- Grand Hotel – serie TV, 3 episodi (2019)
- Only Murders in the Building – serie TV, 10 episodi (2024)
- Tierra de mujeres: Intrecci di vite – serie TV, 6 episodi (2024)

### Regista

#### Film
- Flamin' Hot (2023)

#### Serie televisive
- Devious Maids - Panni sporchi a Beverly Hills – serie TV, 2x01 (2014)
- The Expanding Universe of Ashley Garcia – serie TV, 1x05-1x06 (2021)

### Produttrice
- Ready for Love – reality TV (NBC, 2013)
- Mother Up – serie animata TV (2013–2014)
- Devious Maids - Panni sporchi a Beverly Hills – serie TV (2014–2016)
- John Wick – film (2014)
- Food Chains – film documentario (2014)

## Programmi televisivi
- Eva Longoria: Searching for Mexico – programma televisivo (Discovery+; 2023) conduttrice

## Doppiaggio

### Film
- Foodfight!, regia di Lawrence Kasanoff (2009)
- Il figlio di Babbo Natale (Arthur Christmas), regia di Sarah Smith (2011)
- Baby Boss 2 - Affari di famiglia (The Boss Baby: Family Business), regia di Tom McGrath (2021)

### Serie televisive animate
- Mother Up (2013–2014)

## Videoclip
- Desde cuándo – Alejandro Sanz (2009)

## Riconoscimenti
- Golden Globe
  - Candidatura – Miglior attrice in una serie commedia o musicale per Desperate Housewives (2006)
- Daytime Emmy Awards
  - Candidatura – Miglior team di regia per un programma di fiction in daytime per The Expanding Universe of Ashley Garcia (2021)
- Screen Actors Guild
  - Miglior performance di un cast corale in una serie comica per Desperate Housewives (2005)
  - Miglior performance di un cast corale in una serie comica per Desperate Housewives (2006)
  - Candidatura – Miglior performance di un cast corale in una serie comica per Desperate Housewives (2007)
  - Candidatura – Miglior performance di un cast corale in una serie comica per Desperate Housewives (2008)
  - Candidatura – Miglior performance di un cast corale in una serie comica per Desperate Housewives (2009)
  - Miglior performance di un cast corale in una serie comica per  Only Murders In The Building  (2025)
- ALMA Award
  - Miglior attrice in una soap opera drammatica per Febbre d'amore (2002)
  - Premio "Persona dell'anno" (2006)
- People's Choice Awards
  - Miglior nuova serie TV drammatica per Desperate Housewives (2005)
  - Star femminile della TV preferita per Desperate Housewives (2007)
- Teen Choice Awards
  - Candidatura – Miglior attrice TV: Commedia per Desperate Housewives (2005)
  - Miglior attrice debuttante per Desperate Housewives (2005)
  - Candidatura – Miglior attrice TV: Commedia per Desperate Housewives (2007)
  - Candidatura – Miglior icona femminile sui red carpet (2008)

## Doppiatrici italiane
Nelle versioni in italiano delle opere in cui ha recitato, Eva Longoria è stata doppiata da:
- Ilaria Stagni in Desperate Housewives - I segreti di Wisteria Lane, The Sentinel - Il traditore al tuo fianco, Lo spaccacuori, La sposa fantasma, The Baytown Outlaws - I fuorilegge, Brooklyn Nine-Nine, Devious Maids - Panni sporchi a Beverly Hills, Lowriders, Jane the Virgin, Dog Days, Grand Hotel, Dora e la città perduta, The Home Edit: l'arte di organizzare la casa, The Kardashians, Only Murders in the Building, Il blindato dell'amore
- Monica Ward in Cristiada, Hot & Bothered, La guerra dei mondi
- Francesca Fiorentini in Harsh Times - I giorni dell'odio
- Roberta Pellini in L.A. Dragnet
- Olivia Manescalchi in Febbre d'amore (1ª e 3ª voce)
- Anna Radici in Febbre d'amore (2ª voce)
- Roberta De Roberto in Visions
- Irene Di Valmo in Empire
- Claudia Catani in Overboard
- Laura Lenghi in Il mistero dell'anello
- Valentina Perrella in A circus tale and a love song

Da doppiatrice è sostituita da:
- Federica De Bortoli in Baby Boss 2 - Affari di famiglia
- Francesca Fiorentini in Il figlio di Babbo Natale